# Tal (sanger)
Tal Benyezri (født 12. december 1989 i Israel), kaldet Tal, er en fransk sanger, danser og skuespiller.
Hun blev kendt i 2011 med nummeret On avance. Herefter har hun udgivet tre albums Le Droit de rêver, À l'infini og Tal.

## Biografi

### Barndom og tidlig karriere
Tal Benyezri er født den 12. december 1989 i Israel. Hendes fornavn betyder « morgendug » på hebraisk. Hendes familie tæller flere musikere, hendes far og hendes bror er sangskrivere og hendes mor synger world music, hvor hun er kendt under scenenavnet Sem Azar. Hun har yemenitiske, israelske og marokkanske rødder. Hendes famille flyttede til Frankrig, da hun var et år gammel. Hun tog sangundervisning hos Albert Assayag. I sine teenageår lærte hun sig selv at spille klaver og guitar. Hendes forældre gav hende smag for musikgenrer som soul og reggae men også for for popmusik og jazz. Tal har fundet sin inspiration blandt musikere som Stevie Wonder, Ray Charles og Aretha Franklin. I tre år fulgte hun skuespilkurser hos Compagnie Les Sales Gosses.
I 2005 blev hun kæreste med sangeren Gary Fico, som i december 2008 introducerede hende for sangskriveren Laura Marciano, med hvem hun i 2009 underskrev en kontrakt med Sony Music og som efterfølgende skrev hendes første album.,
Hendes første single La musique est mon ange udkom i 2010 på opsamlingsalbummet Hits & Dance 2010 fra Sony Music. I perioden spillede hun på forskellige pianobarer og arbejdede i 2010 for Adidas. I 2011 skrev hun kontrakt med pladeselskabet Thierry Chassagne. Hun sang som opvarmning til den amerikanske sanger Alicia Keys koncert i Palais des congrès de Paris, og for sangeren Christophe Maé, i Casino de Paris. Med tilladelse fra sit pladeselskab udgav hun videoer på Youtube, hvor hun sang sange af Bruno Mars, Jessie J og Rihanna.
Hun udgav en ny single On avance i juni 2011, som hun også lavede en engelsk version af under navnet Music Sounds hvilket indikerede, at der vil komme et engelsksproget album fra hende.

### Det første album:Le droit de rêver(2011-2012)
Henover sommeren 2011 indspillede Tal sangene på sit første album som det var meningen skulle udkomme i efteråret 2011. I august 2011 organiserede Thierry Chassagne, chef for Warner Music France, en sammenkomst på diskoteket VIP Room i Saint-Tropez med den jamaicanske sanger Sean Paul. Tal hørte her sangen Waya Waya, som var en sang skrevet specielt til hende og hun accepterede at indspille den, sammen med ham.
I slutningen af august 2011 afslørede hun et klip med sin nyeste sang On avance, som opnåede en placering som nummer 29, denne blev efterfulgt i november af singlen Waya Waya med Sean Paul.
Ligeledes i slutningen af november 2011, blev hun forududtaget til NRJ Music Awards 2012 i kategorien Årets franske fund, men endte ikke blandt de endeligt udtagne. Hendes første album, Le Droit de rêver, skulle egentlig være udkommet den 5. december 2011, men blev flyttet til begyndelsen af 2012. I stedet foreslog hun, at man udgav en EP med titlen Tal, som skulle indeholde fire sange (On avance, Waya Waya, Man Down og Price Tag), dette blev dog ikke til noget.
Den 30. januar 2012 udgav hun singlen Le Sens de la vie i to versioner: en sammen med rapperen L'Algérino og den anden i en akustisk version. Sangen blev hurtigt et hit og opnåede en 4. plads på den franske hitliste og nummer et i Belgien. 
Hendes første album Le Droit de rêver, udkom 16. marts 2012 og blev generelt godt modtaget af kritikerne. Albummet blev en stor succes med mere end 450.000 solgt i Frankrig, hvilket indbragte en trippelplatin. Under PR-kampagnen for albummet annoncerede hun, at hun forberedte en turné.

Den 21. juni 2012, sang hun sammen med M. Pokora ved musikfestivalen Fête de la musique sangen Hey Ya!  af OutKast. I juli udgav hun en single sammen med rapperen Canardo med sangen M'en aller, som opnåede en tolvteplads på den franske singlehitliste.,
I begyndelsen af oktober 2012, blev det annonceret at der ville komme et kompilationsalbum Génération Goldman hvor Tal skulle synge sammen med M. Pokora med sangen Envole-moi. Sangen blev en kommerciel succes og opnåede en femteplads på singlehitlisten og gav albummet Génération Goldman et diamantcertifikat mindre end en måned efter udgivelsen. På det opfølgende album Génération Goldman volume 2, som udkom otte måneder senere sang hun sangen Pas toi. 
I november 2012 løftede Tal sløret for en genindspilning af hendes første album, herunder en CD og en DVD og ekstranumre. Den 18. og 19. december 2012 afholdt hun sine første koncerter på Divan du Monde i Paris, og underskrev en appel fra flere kunstnere til støtte ægteskaber for alle og for retten til som homoseksuel af adoptere.
I slutningen af januar 2013 vandt Tal prisen som årets nye navn ved NRJ Music Awards 2013.

### Andet album:À l'Infiniog deltagelse iDanse avec les stars(2013)
| Flo Rida og Little Mix optrådte på albummet À l'infini |  | Flo Rida og Little Mix optrådte på albummet À l'infini |
| Flo Rida og Little Mix optrådte på albummet À l'infini |  |                                                        |

I juni 2013 udgav hun en ny single Danse, sammen med sangeren Flo Rida, som skulle promovere hendes nye album À l'infini. Albummet udkom den 2. september 2013 og opnåede hurtigt en trippelplatin for et salg på 350.000.
I efteråret 2013 stillede hun op til den fjerde sæson af Danse avec les stars på TF1. 
Den 14. december 2013, ved NRJ Music Awards 15th Edition, vandt hun prisen i kategorien årets fransksprogede kunstner.
I marts 2014 udkom dokumentaren Tal au Cinéma', af François Goetghebeur, som skildrer Tals arbejde med en koncert. Det er også her hun starter på sin turneÀ l'Infini Tour, hvor hun skulle optræde seks gange i Palais des sports og en gang på Zénith.
Den 27. maj 2014 vandt hun prisen for Bedste salg for en kvindelig fransk kunstner ved World Music Awards i Monaco, og den 13. december 2014 vandt hun for anden gang i træk prisen som årets fransksprogede kunstner ved NRJ Music Awards 2014. 
Efter at have optrådt i serierne Plus belle la vie og Nos chers voisins, begav hun sig ud på en akustisk turne, hvor hun også optrådte fire gange på Casino de Parisi marts 2015.

## Musikalsk inspiration
Tals musik viser inspiration fra mange retninger, men måske mest fra R&B, reggae og dancehall, blandet sammen med musikalske elementer fra mellemøsten.

## Filantropi
- I september 2011, stillede hun op for Collectif Paris Africa for at hjælpe med at bekæmpe hungersnøden i Afrika. Hun indspillede sammen med 60 kunstnere sangen Des ricochets og albummet Collectif Paris-Africa pour l'Unicef der udkom i december.[45]
- Hun stillede i januar 2013 op sammen med Les Enfoirés.[46]

## Diskografi
| 1.  | "On avance"                        |  |
| 2.  | "Waya Waya (Sammen med Sean Paul)" |  |
| 3.  | "Le sens de la vie"                |  |
| 4.  | "Oublie"                           |  |
| 5.  | "Rien n'est parfait"               |  |
| 6.  | "Le Droit de rêver"                |  |
| 7.  | "Je prends le large"               |  |
| 8.  | "Renaître"                         |  |
| 9.  | "Allez, laisse-toi aller"          |  |
| 10. | "Au-delà"                          |  |
| 11. | "Toutes les femmes"                |  |
| 12. | "La Liberté"                       |  |
| 13. | "Plus d'une corde"                 |  |

| 1.  | "On avance"                                 |  |
| 2.  | "Le sens de la vie"                         |  |
| 3.  | "Envole-moi (Sammen med M Pokora)"          |  |
| 4.  | "M'en aller (Sammen med Canardo)"           |  |
| 5.  | "Oublie"                                    |  |
| 6.  | "Rien n'est parfait"                        |  |
| 7.  | "Le Droit de rêver"                         |  |
| 8.  | "Je prends le large"                        |  |
| 9.  | "Waya Waya (Sammen med Sean Paul)"          |  |
| 10. | "Renaître"                                  |  |
| 11. | "Allez, laisse-toi aller"                   |  |
| 12. | "Au-delà"                                   |  |
| 13. | "Toutes les femmes"                         |  |
| 14. | "La Liberté"                                |  |
| 15. | "Plus d'une corde"                          |  |
| 16. | "Le sens de la vie (Sammen med L'Algerino)" |  |
| 17. | "Je prends le large (Sammen med Mokobé)"    |  |
| 18. | "Rien n'est parfait (Sammen med Dry)"       |  |

| 1.  | "Danse (Sammen med Flo Rida)"                |  |
| 2.  | "À l'international"                          |  |
| 3.  | "Marcher au soleil"                          |  |
| 4.  | "À l'infini"                                 |  |
| 5.  | "Une autre personne (Sammen med Little Mix)" |  |
| 6.  | "Tombé du ciel"                              |  |
| 7.  | "Pas celle qu'on impressionne"               |  |
| 8.  | "Sans un regard"                             |  |
| 9.  | "Le passé"                                   |  |
| 10. | "Cash"                                       |  |
| 11. | "Something New (Get Off)"                    |  |
| 12. | "Pas toi"                                    |  |
| 13. | "Danse (pop version)"                        |  |
| 14. | "Une autre personne (solo version)"          |  |

| 1.  | "Danse (Sammen med Flo Rida)"                |  |
| 2.  | "A l'international"                          |  |
| 3.  | "Une autre personne"                         |  |
| 4.  | "A l'infini"                                 |  |
| 5.  | "Marcher au soleil"                          |  |
| 6.  | "Tombé du ciel"                              |  |
| 7.  | "Pas celle qu'on impressionne"               |  |
| 8.  | "Le passé"                                   |  |
| 9.  | "Sans un regard"                             |  |
| 10. | "Cash"                                       |  |
| 11. | "Something New (Get Off)"                    |  |
| 12. | "Moi je parle"                               |  |
| 13. | "Pas toi"                                    |  |
| 14. | "Une autre personne (Sammen med Little Mix)" |  |
| 15. | "Maintenant ou jamais (Sammen med Dry)"      |  |
| 16. | "Le tourbillon (Sammen med Alizée)"          |  |
| 17. | "Marcher au soleil (Unplugged)"              |  |
| 18. | "Pas celle qu'on impressionne (Live)"        |  |
| 19. | "Wanna Be Startin' Somethin' (Live)"         |  |
| 20. | "Le sens de la vie (Live)"                   |  |

| 1.  | "Danse"                      |  |
| 2.  | "Marcher au soleil"          |  |
| 3.  | "Moi je parle"               |  |
| 4.  | "Happy"                      |  |
| 5.  | "A l'international"          |  |
| 6.  | "Le passé"                   |  |
| 7.  | "I shot the sheriff"         |  |
| 8.  | "Le passé reprise"           |  |
| 9.  | "Une autre personne"         |  |
| 10. | "M'en aller"                 |  |
| 11. | "A l'infini"                 |  |
| 12. | "Pas toi"                    |  |
| 13. | "Cash"                       |  |
| 14. | "Wanna be startin' somethin" |  |
| 15. | "Carlyne"                    |  |
| 16. | "Envole-moi"                 |  |
| 17. | "Tombé du ciel"              |  |
| 18. | "Le sens de la vie"          |  |

| 1.  | "City of Love"                      |  |
| 2.  | "Are We Awake"                      |  |
| 3.  | "Le temps qu'il faut"               |  |
| 4.  | "Ma famille (Sammen med Fetty Wap)" |  |
| 5.  | "Beauté particulière"               |  |
| 6.  | "Des fleurs et des flammes"         |  |
| 7.  | "Out of stress"                     |  |
| 8.  | "D.A.O.W."                          |  |
| 9.  | "La paix"                           |  |
| 10. | "Back in time"                      |  |
| 11. | "Le guitariste"                     |  |
| 12. | "Cri du cœur"                       |  |
| 13. | "Stimela"                           |  |
| 14. | "Mother Nature"                     |  |
| 15. | "Are We Awake (akustisk version)"   |  |

## Filmografi
- 2014 : LEGO Filmen : Cool-Tag (stemme)[47]
- 2014 : Tal : le film
- 2014 : Plus belle la vie : Som sig selv (Episodes 2577/2578 og 2583/2584)
- 2014 : Nos chers voisins : Un Noël presque parfait : Sarah, Issa's kusine